# مظفر سلطانی
مظفر سلطانی تبریزی	 (زاده ۱۳۱۸ – درگذشته ۲۱ آذر ۱۳۷۶) بازیگر سینما و تلویزیون اهل ایران بود.

## زندگی‌نامه
مظفر سلطانی تبریزی در سال ۱۳۱۸ در شهر رشت زاده شد و در سال ۱۳۷۶ درگذشت. بازی در سینما را از سال ۱۳۵۰ با «صمد و قالیچه حضرت سلیمان» به کارگردانی «پرویز صیاد» آغاز کرد.

## فیلم شناسی

### تلویزیونی
- فعالیت در تلویزیون از ۱۳۴۸

1. آرایشگاه زیبا (۱۳۶۹)
2. خانه در آتش (۱۳۷۳)
3. زیر بازارچه (۱۳۵۲)
4. چراغ خانه (۱۳۶۸)
5. اشک تمساح (۱۳۶۱)
6. فروشگاه (۱۳۷۴-۱۳۷۵)
7. سرکار استوار (۱۳۴۶-۱۳۴۹)

### سینمایی
1. آخرین بندر (۱۳۷۳)
2. اشک و لبخند (۱۳۷۳)
3. بوی خوش زندگی (۱۳۷۳)
4. پرواز را به خاطر بسپار (۱۳۷۱)
5. رابطه پنهانی (۱۳۷۱)
6. راه و بیراه (۱۳۷۰)
7. دو فیلم با یک بلیت (۱۳۶۹)
8. محموله (۱۳۶۶)
9. تصویر آخر (۱۳۶۵)
10. گمشده (۱۳۶۴)
11. پرونده (۱۳۶۲) دوبلور امیرهوشنگ قطعه‌ای
12. سناتور (۱۳۶۲)
13. شیر تو شیر (۱۳۵۱)
14. صمد و سامی، لیلا و لی لی (۱۳۵۱)
15. صمد و قالیچه حضرت سلیمان (۱۳۵۰)